# Castello di Montozzi
Il castello di Montozzi è un castello situato nel comune di Laterina Pergine Valdarno, in provincia di Arezzo, esistente nel XIII secolo. Il castello andò in rovina alla fine del XIV secolo, ma si mantenne il borgo che vi era nato intorno. Nel Seicento i resti del castello vennero inglobati nel palazzo della famiglia Bartolini Baldelli.
Sorge a circa 450 m di altitudine, su una collina che domina il Valdarno superiore e la Valdambra.

## Storia

### Le origini
Montozzi si trova citato per la prima volta nel 1036 associato all'oppidum di Bulgari, nucleo fortificato non lontano dall'attuale castello di Montozzi. Costruito appunto dai Bulgari, alleati dei Longobardi che nel VI secolo occuparono una parte della Toscana, il castello era nelle mani della famiglia dei Sassi e il toponimo Mons Teuzi trae origine da Teuzzo di Ildebrando dei Sassi signore di Bulgari.
A partire al 1186 non si hanno più notizie di personaggi della famiglia dei Sassi sostituiti dagli Ubertini di Arezzo, già loro consorti.

### Tra il Duecento ed il Quattrocento: gli Ubertini di Arezzo

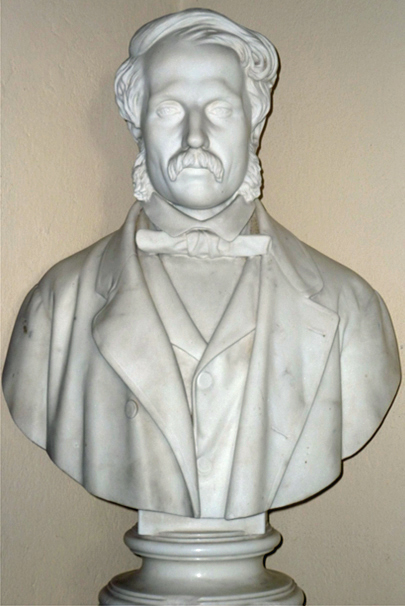
Giovanni Dupré, busto in marmo del marchese Bartolomeo Bartolini Baldelli (1868), nel palazzo principale

Gli Ubertini erano una famiglia legata al potere vescovile di Arezzo.
Il nuovo castello da essi voluto era sulla porzione più elevata del colle di Bulgari, in posizione dominante sulle valli circostanti. Le mura seguivano un andamento ellittico, secondo la consuetudine dei borghi incastellati d'altura toscani, con un vasto spazio aperto centrale o piazza. Presso il borgo sorgeva la chiesa extraurbana di San Martino di Tours, sorta in prossimità di una delle vie di pellegrinaggio verso Roma.
Il castello è menzionato in un accordo del 1221 tra gli Ubertini e i Guidi, in cui questi ultimi si impegnarono a lasciarlo in pacifico possesso ai rivali.
Nel 1303 il castello venne espugnato e distrutto dai fiorentini in lotta con gli aretini. Restaurato dagli Ubertini, subì nuovamente la medesima sorte nel 1326, poiché questi si erano ribellati a Guido Tarlati vescovo e signore di Arezzo. Dopodiché fu radicalmente ricostruito sempre dagli Ubertini. Nel 1335 il vescovo aretino Buso degli Ubertini si sottomise alla guelfa Firenze, sotto la cui autorità passò tutta la Valdambra e nel 1337 i fiorentini realizzarono una nuova strada sul fondovalle per favorire la comunicazione verso la loro città.
Nel 1385 Azzo di Franceschino degli Ubertini sottomise a Firenze il castello di Montozzi, che entrò a far parte della podesteria di Valdambra. Nel 1399 il castello fu nuovamente assoggettato dai guelfi fiorentini dopo una ribellione. In seguito la sua importanza militare decadde e tramontò la potenza degli Ubertini, le mura e il cassero furono abbandonati e andarono in rovina.
Con l'affermarsi della Pax Florentina diverse famiglie di Firenze occuparono le terre del Valdarno e della Valdambra, conseguì nella zona stabilità politica ed impulso economico, cui si legò il parziale decadere dei nuclei fortificati ed il prolificare delle piccole villae aperte e le case si diffusero al di fuori del borgo anticamente fortificato, per meglio svolgere le attività agricole. 
Nel 1454 fu redatto lo statuto della comunità di Montozzi e alla fine del '400 appartiene il primo contratto noto di terre concesse Ad Medium, cioè a "mezzadria".
Nel 1555 l'intera Valdambra entrò a far parte del Granducato di Toscana.

### Dal Cinquecento ad oggi: i Bartolini Baldelli

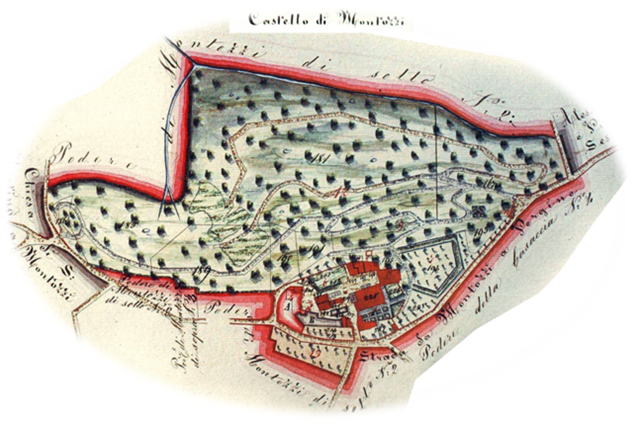
E. Falciani: il borgo, la villa ed il parco di Montozzi nel 1866

Nella prima metà del Cinquecento la famiglia dei Bartolini Baldelli aveva iniziato ad acquistare immobili e terre a Montozzi. Nel corso del Seicento la famiglia acquisì gran parte del borgo ed un vasto territorio circostante, anche se la loro stabile dimora era a Volterra e a Firenze, dove furono di generazione in generazione segretari dei granduchi e rivestirono importanti cariche politiche e amministrative. Nel 1660 i fratelli Francesco ed Ottavio Bartolini Baldelli avviarono la costruzione di un palazzo che inglobò i resti del castello, ristrutturarono inoltre il borgo come centro della proprietà.
Francesco Maria Bartolini Baldelli (1646-1711) abbellì il palazzo con affreschi. Aggiunse un doppio loggiato sul lato del giardino che fece ornare con stucchi. Infine fece costruire sul lato occidentale del palazzo la nuova chiesa dedicata ai Santi Martino e Lucia della quale ottenne il patronato da Cosimo III. Questa divenne chiesa parrocchiale al posto dell'antica chiesa di San Martino di Tours, posta fuori dal borgo e successivamente demolita.
Bartolomeo Bartolini Baldelli (1804-1868) affidò nel 1825 all'ingegner Pietro Municchi la redazione di una stima della proprietà di Montozzi, che comprendeva allora 360 anime, distribuite in 46 famiglie. Fece fare vari rilevamenti cartografici ad opera dell'ingegner Eugenio Falciani, fra cui un cabreo con 34 tavole che illustrano la fattoria ed i suoi 32 poderi. Verso il 1860 fece erigere una nuova chiesa presso il cimitero e fece realizzare intorno al castello il parco romantico all'inglese, denominato la Bandita.
Nel 1892 Luigi Bartolini Baldelli (1854-1906) terminò definitivamente gli interventi a Montozzi con l'aggiunta delle nuove scuderie e degli edifici circostanti sul lato sud del borgo, dove oggi risiede l'omonimo discendente Luigi Bartolini Baldelli.
Il palazzo fu danneggiato durante l'occupazione tedesca nella seconda guerra mondiale e fu restaurato dopo il 1945 da Carlo, Francesco e Cesare Bartolini Baldelli.

## Descrizione

### Il palazzo principale

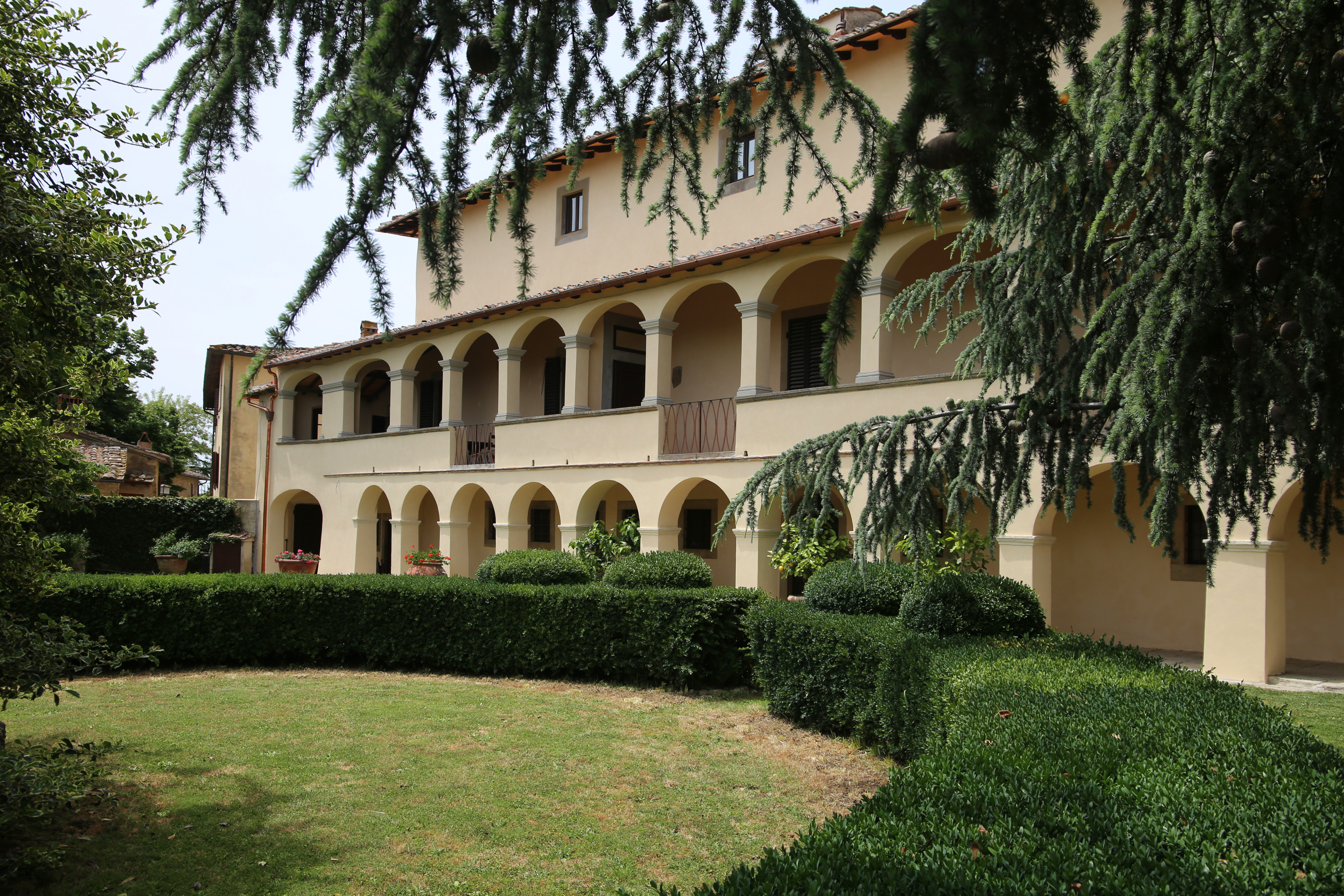
Facciata verso il giardino col doppio loggiato aggiunto a inizio Settecento

È una villa secentesca, di proprietà dei fratelli Giovanni Battista e Piero Bartolini Baldelli, i quali stabilmente vi risiedono.
Sorto a partire dal 1660 inglobando parte delle rovine dell'antico cassero del castello, ha pianta rettangolare, la facciata è abbellita da uno scalone a rampe speculari, un portale con concio in chiave a rilievo sormontato dall'arme Bartolini Baldelli e da cinque finestre con davanzale sorretto da mensole. È rivolta a nord ovest verso la piazzetta centrale interna del castello e dà accesso all'antica cantina.
Il doppio loggiato sulla facciata posteriore fu aggiunto agli inizi del secolo successivo, insieme alla nuova cappella, ad un granaio ed altre strutture legate alle attività agricole della proprietà. Durante tali lavori furono anche decorati gli ambienti interni con rilievi a stucco attribuiti a Giovan Martino Portogalli e affreschi di Giovan Camillo Sagrestani.
Nel 1843, in occasione della visita a Montozzi del Granduca Leopoldo II con la Granduchessa Maria Antonia, è stato rinnovato il pavimento del salone centrale, sostituendo il cotto originario con pavimento marmoreo a "Terrazzo" all'uso veneziano, e in seguito aggiunto un grande camino in stile neomedioevale.
Al termine della seconda guerra mondiale alcuni ambienti della villa furono gravemente danneggiati dalle truppe tedesche in ritirata, e furono ristrutturati dopo il 1945.
Vi si conserva l'archivio Bartolini Baldelli.

### Chiesa dei Santi Martino e Lucia

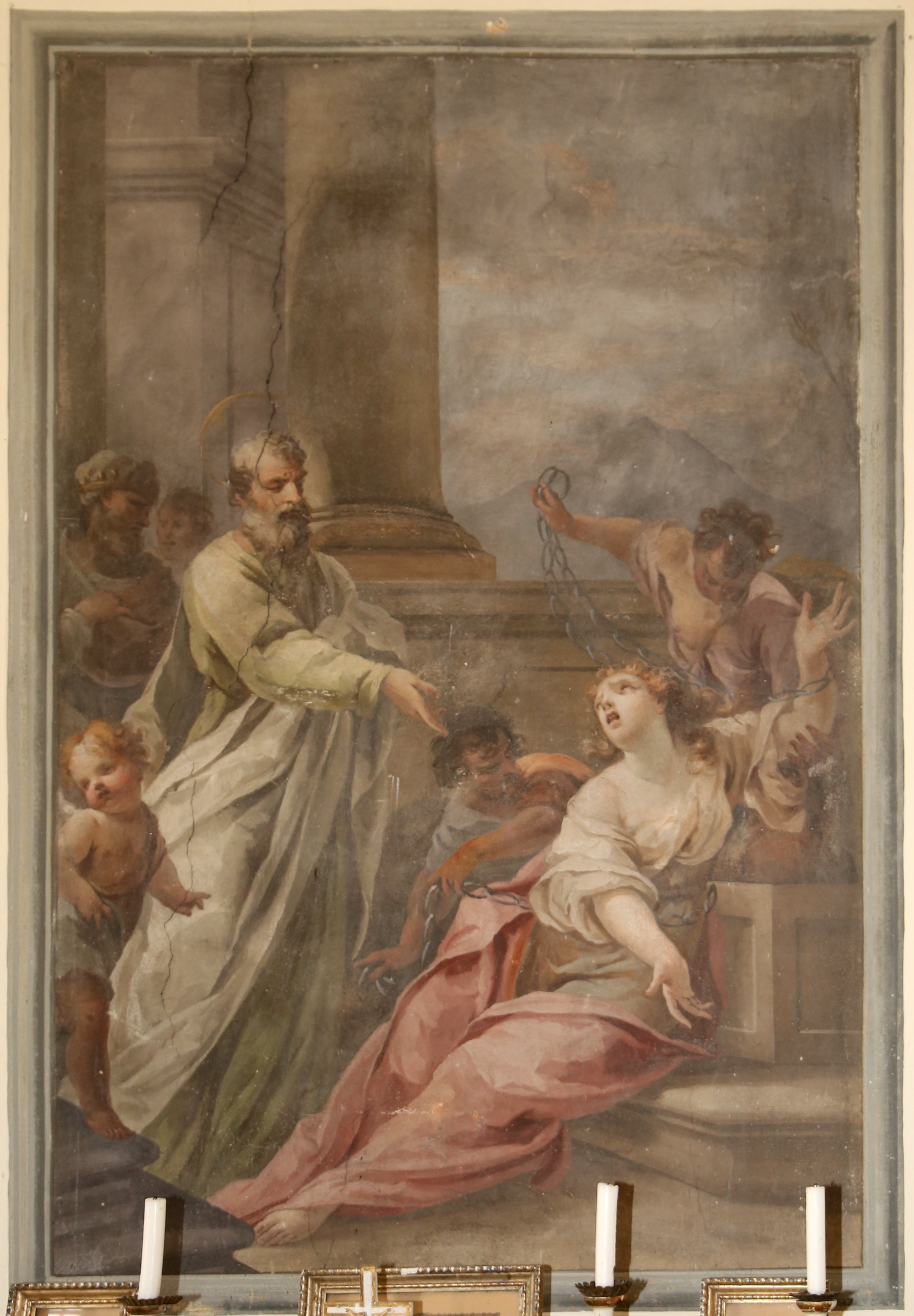
Chiesa dei Santi Martino e Lucia, affresco, 'San Bartolomeo che libera la moglie del re d'Armenia dal demonio', di G. C. Sagrestani

Edificata a partire dal 1702 addossata al lato occidentale del palazzo, andò a incorporare l'antico oratorio dedicato a Santa Lucia.
La facciata presenta un semplice portale, in origine con frontone spezzato e trigramma Bernardiniano (danneggiati nella seconda guerra mondiale, attualmente in fase di restauro), sormontata da una semplice finestra centinata.
L'interno a navata unica, ha tre altari in pietra serena scolpita. Sull'altare di sinistra si conserva una pittura ad affresco con San Bartolomeo che libera la moglie del re d'Armenia dal demonio, del pittore fiorentino Giovanni Camillo Sagrestani, mentre l'affresco con Santa Lucia che stava sull'altare di destra è stato distrutto nel 1806 per dar luogo all'attuale nicchia con la Madonna del Rosario.
L'altare centrale è sormontato da una tela di inizio Settecento di scuola fiorentina con Intrecessione alla Trinità della Vergine e dei santi Martino e Lucia. A sinistra vi è un quattrocentesco tabernacolo in arenaria, qui trasferito dall'antica chiesa di San Martino di Tours.
In controfacciata si legge la targa settecentesca che ricorda il giuspatronato della famiglia Bartolini Baldelli. Un coretto mette in comunicazione la chiesa con il primo piano del palazzo.

### Cappella di San Martino nel cimitero di Montozzi
Bartolomeo Bartolini Baldelli nel 1866 fece edificare nel cimitero fuori Montozzi la nuova cappella di San Martino con forme ecletticamente classicistiche, al posto della preesistente chiesetta romanica. All'interno la semplice aula è  riservata alla popolazione di Montozzi mentre due scale laterali speculari conducono al piano superiore dedicato dalla famiglia Bartolini Baldelli alle lapidi commemorative (ancora oggi aggiornate). Da dietro l'altare si accede alla cappella cimiteriale con le sepolture della famiglia.

### Il parco di Bandita e il giardino della villa

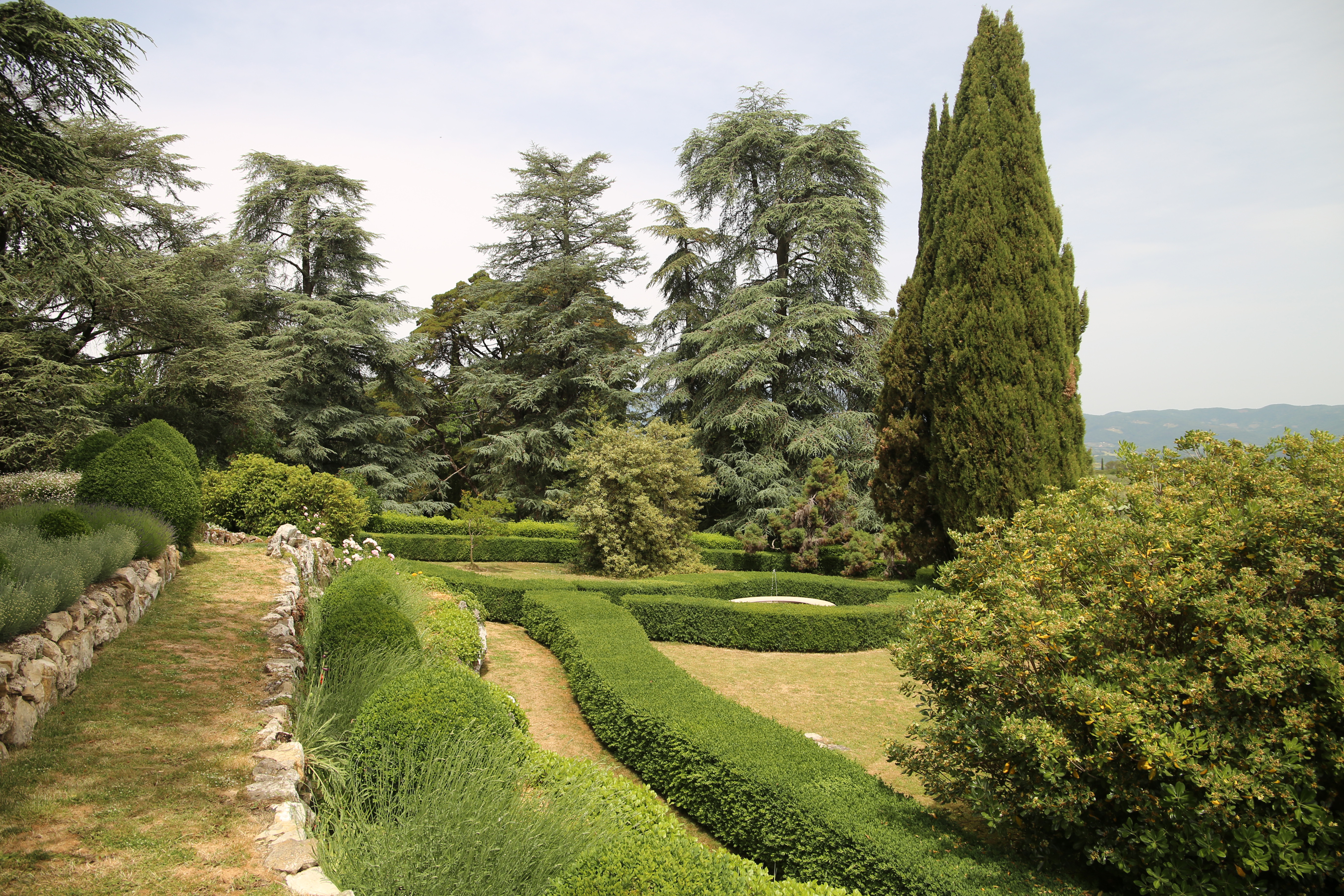
Castello di Montozzi, il giardino superiore

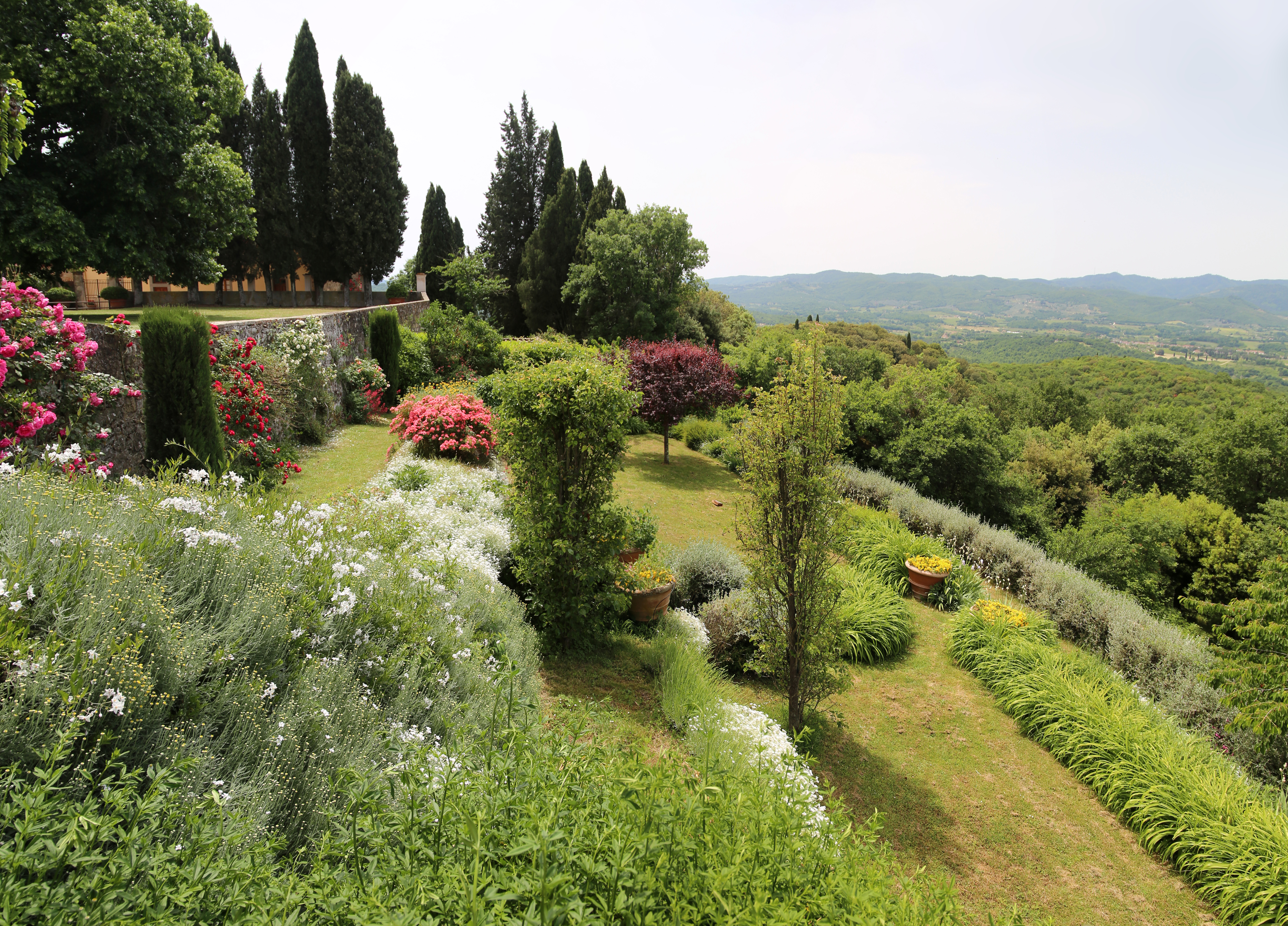
Castello di Montozzi, il giardino inferiore

Intorno al palazzo intorno alla metà dell'Ottocento Bartolomeo Bartolini Baldelli fece realizzare un parco all'inglese, con lecci e viali a tornanti, che venne chiamato "la Bandita" (zona boscosa adibita alla caccia, ma curata e segnata da sentieri). Per la realizzazione si avvalse della collaborazione di Angiolo Pucci (1791-1867), allora giardiniere del Regio orto botanico di Boboli.
Vi si accede da un cancello fiancheggiato da colonne in arenaria sormontate da vasi.
Il giardino superiore che circonda il palazzo è di stampo più formale, era spartito in otto riquadri mediante siepi di bosso. Nella seconda metà del secolo vi furono piantati cedri del Libano in grandi cerchi di pietra-spugna e alcuni alberi rari, una tuia gigante, una tuia nana, dei tassi e un pino gigante californiano (scomparso nel 1995).

### La tenuta agricola
È formata da estese aree boschive e terreni agricoli dedicati attivamente sia alla coltivazione di viti per la produzione del Chianti e di vini IGT, sia ad olivi, cereali e foraggi. La fauna selvatica è tutelata attraverso un' "Azienda faunistico venatoria". Dal 2010 la produzione è interamente biologica.